# SBX-1
Il Sea-Based X-Band Radar -1 (SBX-1) è una stazione radar galleggiante e mobile in quanto autopropulsa, progettata per operare come piattaforma di monitoraggio di missili e in generale di oggetti volanti, e controllo di tiro di missili antimissile, nell'ambito del Ballistic Missile Defense System dello U.S. Defense Department.

## Costruzione

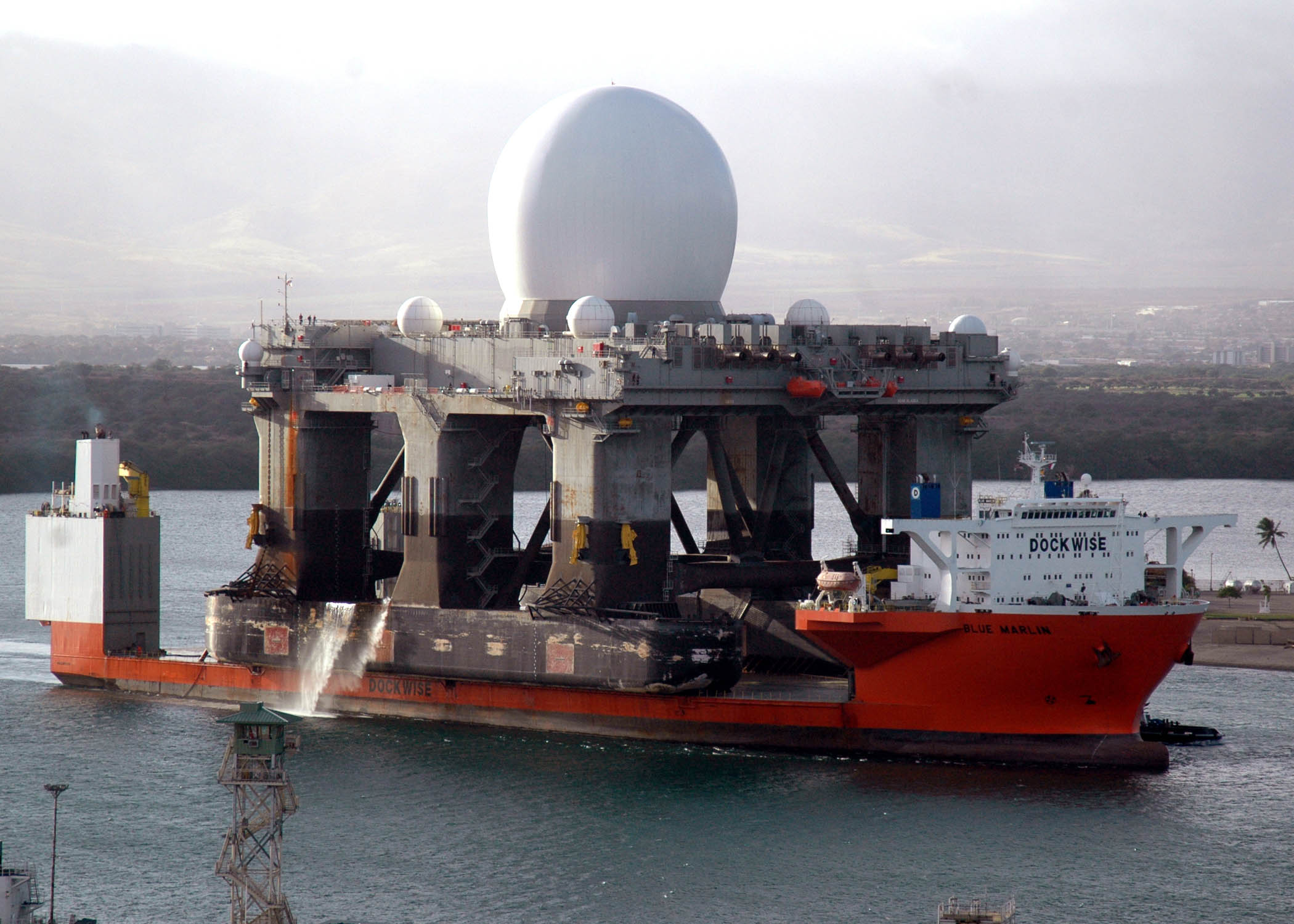
La SBX-1 entra a Pearl Harbor il 9 gennaio 2006 sulla nave per trasporti speciali Blue Marlin dopo un viaggio di 15.000 miglia da Corpus Christi. In evidenza in primo piano uno dei due comparti contenenti i generatori di potenza.

La stazione nacque come piattaforma di trivellazione / pompaggio off-shore dal progetto CS-50/Moss Sirius presso i cantieri navali di Vyborg, dal nome della compagnia petrolifera Moss Sirius ora assorbita dalla italiana Saipem, e altri tre esemplari erano in costruzione a tutto il 2007 presso i cantieri di Severodvinsk, destinati allo stesso scopo originario e non autopropulsi. Una volta acquisita dalla Boeing nel 2006, venne dotata di motori, generatori, sistemi di navigazione ed alloggi presso i cantieri AmFELS di Brownsville, Texas, e poi dotata del suo sistema radar presso i cantieri Kiewit di Ingleside, Texas. La stazione è semisommergibile e stabilizzata passivamente, con un pescaggio di 10 m quando in navigazione e di 30 m in operatività normale a scafo semisommerso.
Il sistema radar è stato strutturato, partendo dal sistema AEGIS montato sulle navi della US Navy, con l'obiettivo di tracciare missili avversari in arrivo nel teatro del Pacifico, e dirigere le difese antimissile lanciate dalla California e dall'Alaska. Il sistema è accreditato come capace di rilevare un oggetto delle dimensioni di una pallina da baseball a una distanza di 4.700 km, operando in banda X, quindi ad una frequenza più alta dei radar AEGIS da cui deriva per una risoluzione ancora maggiore.
Il colonnello dell'US Army che ha curato il progetto, ha dichiarato: "Siamo coscienti che il sistema costituisca un bersaglio primario per gli avversari. Il U.S.Pacific Command, responsabile per la sua sicurezza, è pronto ad inviare aerei e navi a protezione se necessario. Il mezzo ha anche personale di sicurezza a bordo. Questa è una risorsa nazionale, ed è protetta come tale".

## Propulsione
La piattaforma è propulsa da una serie di motori elettrici, spinti da generatori di potenza, in effetti sei motori diesel Caterpillar a 12 cilindri ognuno da 3,6 megawatt, che però alimentano anche le apparecchiature elettroniche dei sistemi di rilevamento della stazione. L'assorbimento complessivo nella configurazione fino al 2013 è di 12 MW, ed i generatori sono divisi in due gruppi posti in due compartimenti laterali paralleli al senso di marcia della piattaforma quando in movimento. Il progetto è di portarli ad 8 unità riempiendo totalmente i due compartimenti.

## Elettronica di bordo

### Radar
Il cuore della stazione è un gigantesco radar a scansione di fase ed elementi solidi che a tutto il 2013 conta 22.000 moduli; ognuno di essi è dotato di una antenna ricetrasmittente su una polarizzazione principale e di una antenna ricevente ausiliaria per una seconda polarizzazione. La base è sfruttata attualmente solo a 2/3 della sua capacità. L'antenna radar è contenuta in una cupola non rigida pressurizzata internamente ed attorno ad essa vi sono varie cupole rigide ausiliarie per comunicazioni ed altri apparati.

## Servizio
Il sistema è stato rischierato durante la crisi scatenata dalla Corea del Nord nell'aprile 2013 con la minaccia di lanciare missili nucleari su Giappone, Corea del Sud, Guam e Stati Uniti continentali.